# 長野電鉄3000系電車
長野電鉄3000系電車（ながのでんてつ3000けいでんしゃ）は、長野電鉄の通勤形電車。東京地下鉄（東京メトロ）の03系を改造したものである。

## 概要
長野電鉄では1993年から3500系・3600系を運行してきたが、製造から50年以上が経過したことで老朽化が進行していた。2005年には8500系を導入して特に状態の悪い非冷房車を置き換えたものの、8500系は抑速ブレーキを装備していないことから急勾配（40パーミル）の存在する信州中野駅 - 湯田中駅間に入線できず、引き続き3500系が運行されてきた。
このような中、長野電鉄は東京メトロが日比谷線で運用してきた03系の運用終了時期と、3500系・3600系の更新時期が合致したことから、2020年1月31日に新型車両の導入計画を発表。03系を譲受の上、3両編成に改造して導入することを明らかにした。置き換え対象となる3500系・3600系は元々1994年まで日比谷線で運用されてきた3000系を譲受したものであり、偶然にも日比谷線での世代交代を26年ぶりに長野電鉄で再現した形となった。2022年度までに5編成を導入し、残存する3500系・3600系を順次置き換えた。
形式名は長野電鉄の称号規程に基づき3000系とされた。改造工事は東京メトロの関連会社であるメトロ車両が担当している。

## 構造

### 車体
導入時に行先表示器（正面・側面）を幕式のものからフルカラーLEDに交換し、列車番号と車番が表記されていた窓は埋められている。また、スカートが新たに設置された。
導入当初は営団時代と同様の黒+クリーム+グレーの帯だったが、運行開始前にグレーの部分が先頭部のみ赤色に変更された。また、側面の東京メトロの社章は長野電鉄のものとなり、他に号車番号のステッカーも新たに貼付されている。

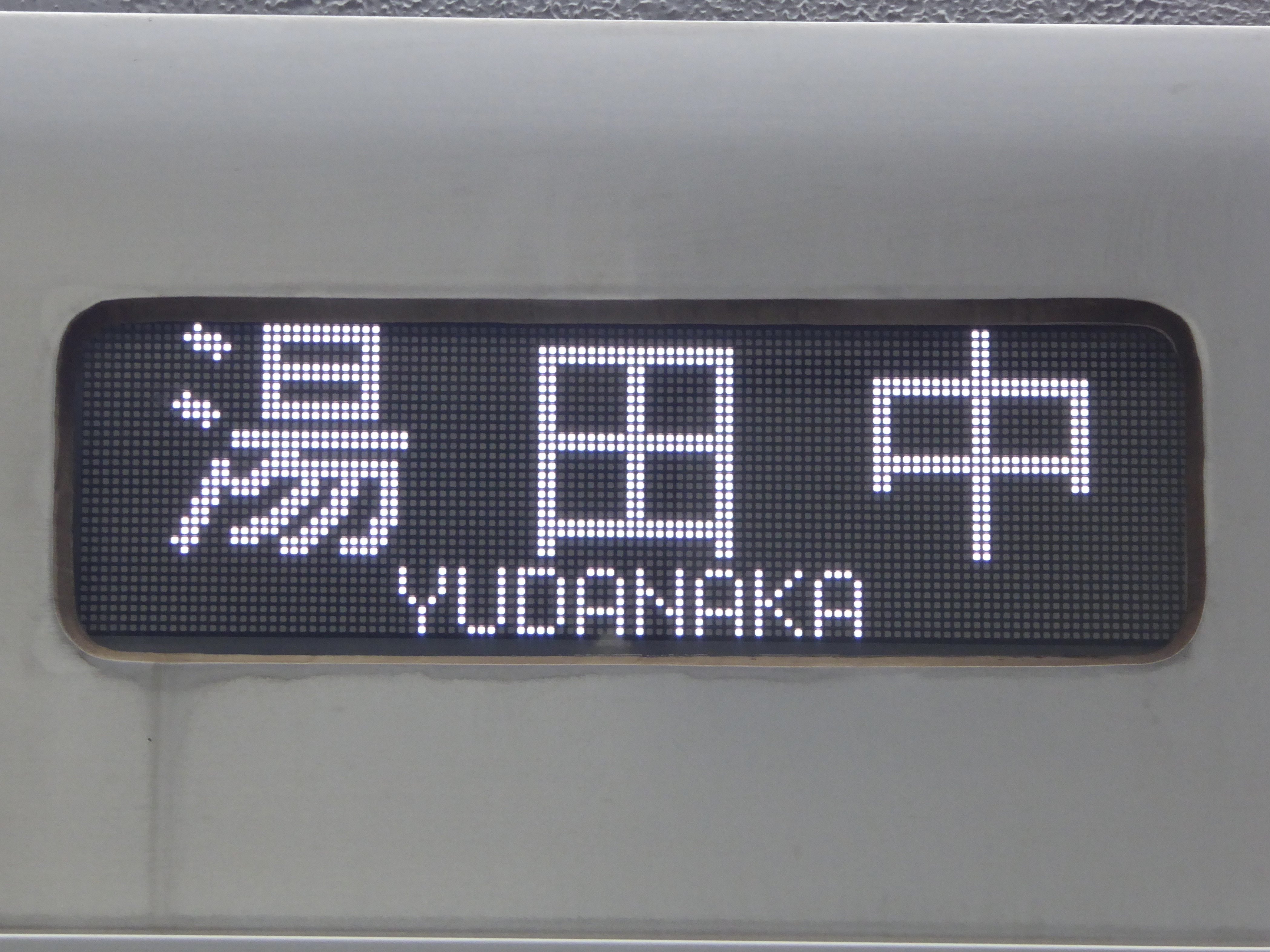
側面行先表示器

### 車内
基本的に東京メトロ時代の内装を維持しているが、室内灯はLED照明に変更されている。乗降扉には寒冷地対策としてレールヒーターが装備されたほか、各車両片側3箇所のドアのうち1箇所に半自動ドアボタンが追加された。半自動運用時にはドアボタンのないドアは締切扱いになる。また、ドアチャイムや旅客情報案内装置は東京メトロ時代のものを使用している。

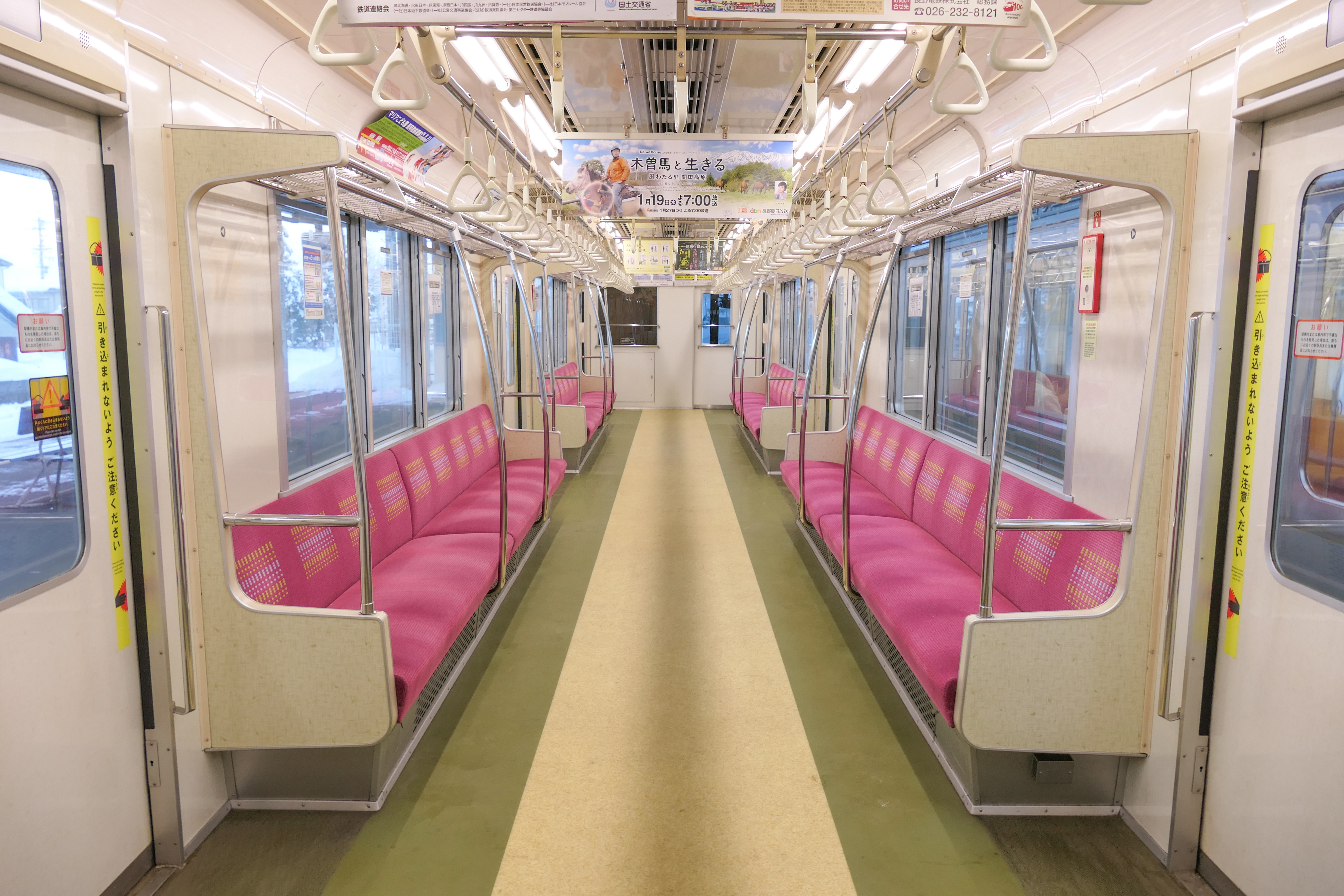
車内
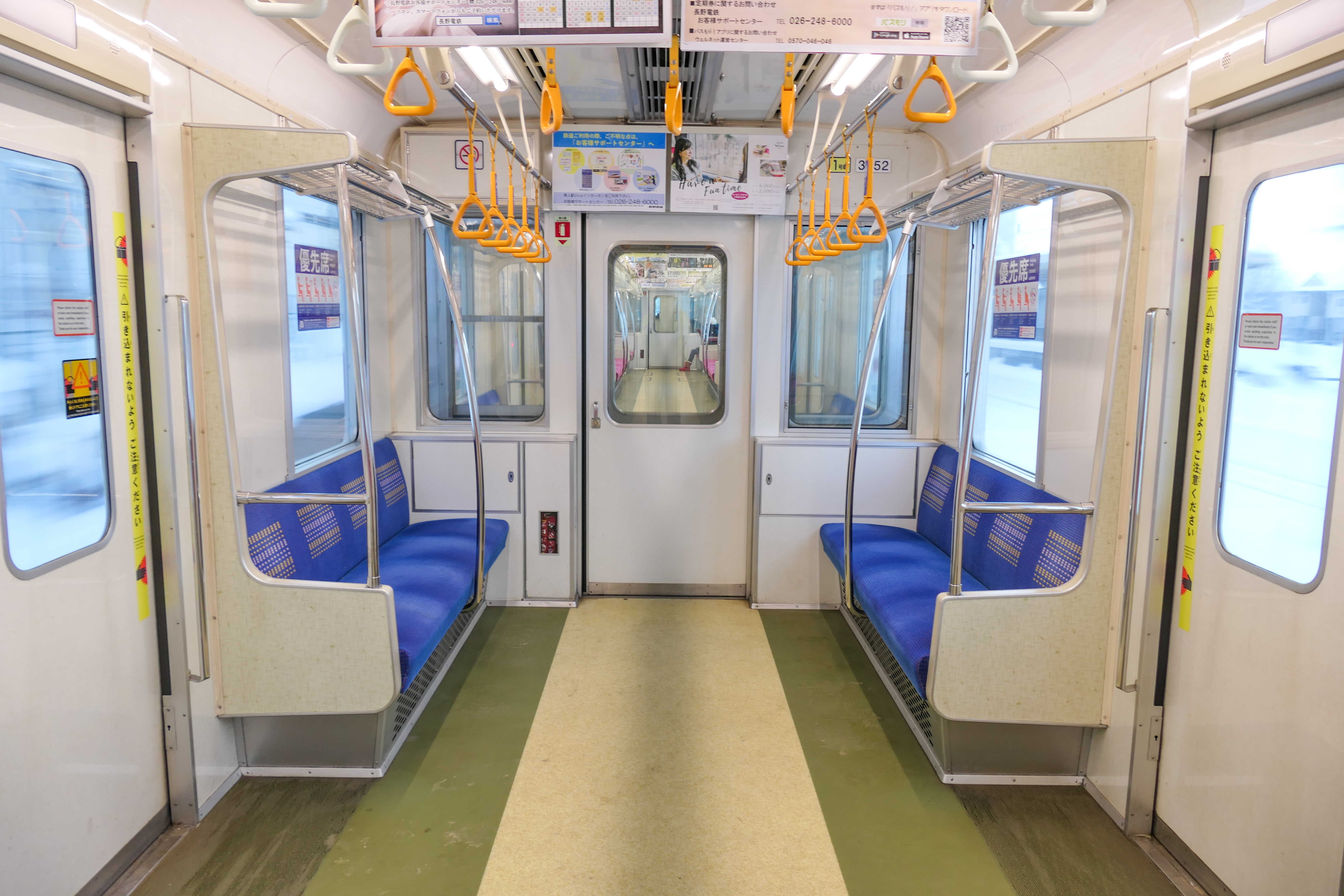
優先席
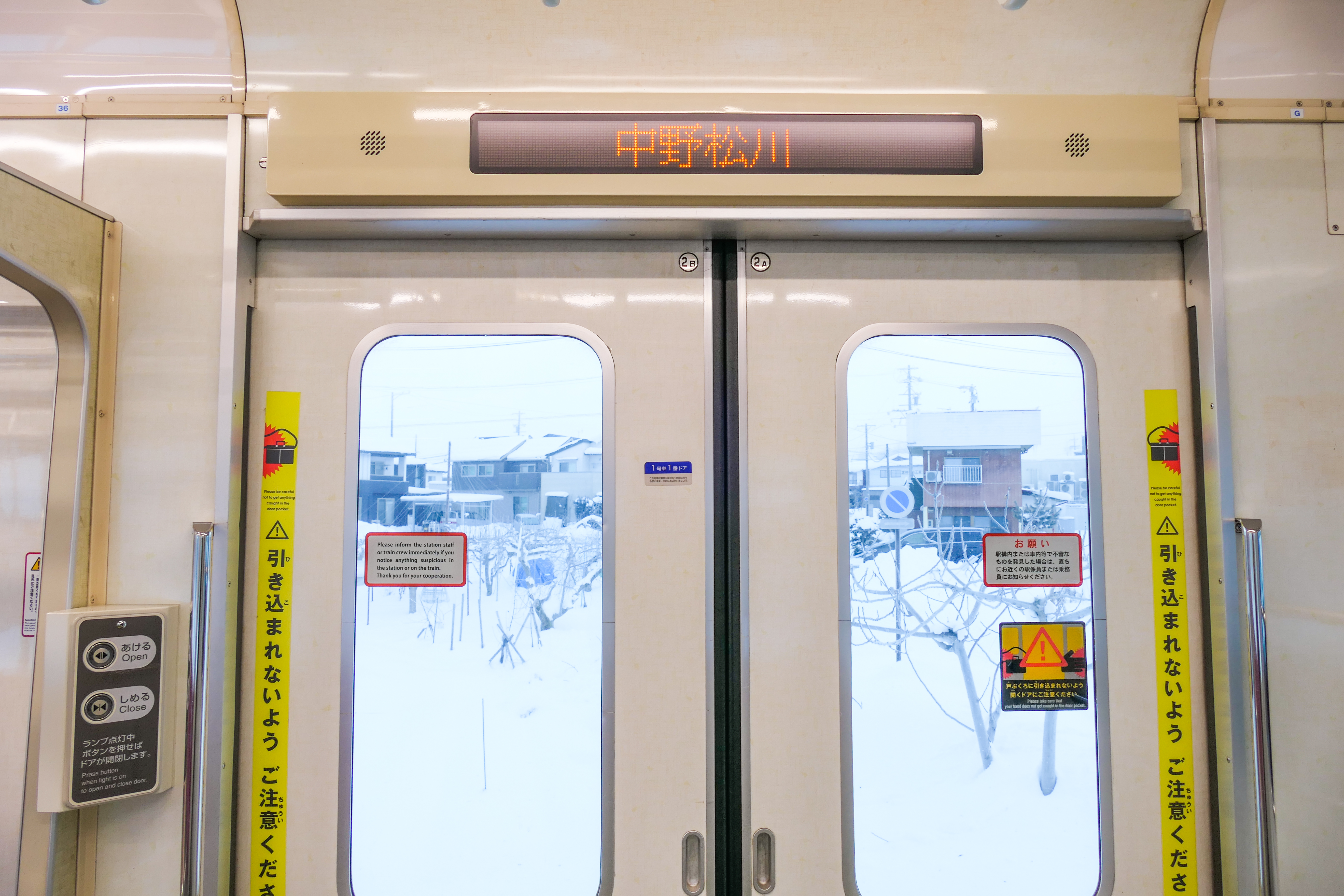
ドア上のLED式表示器
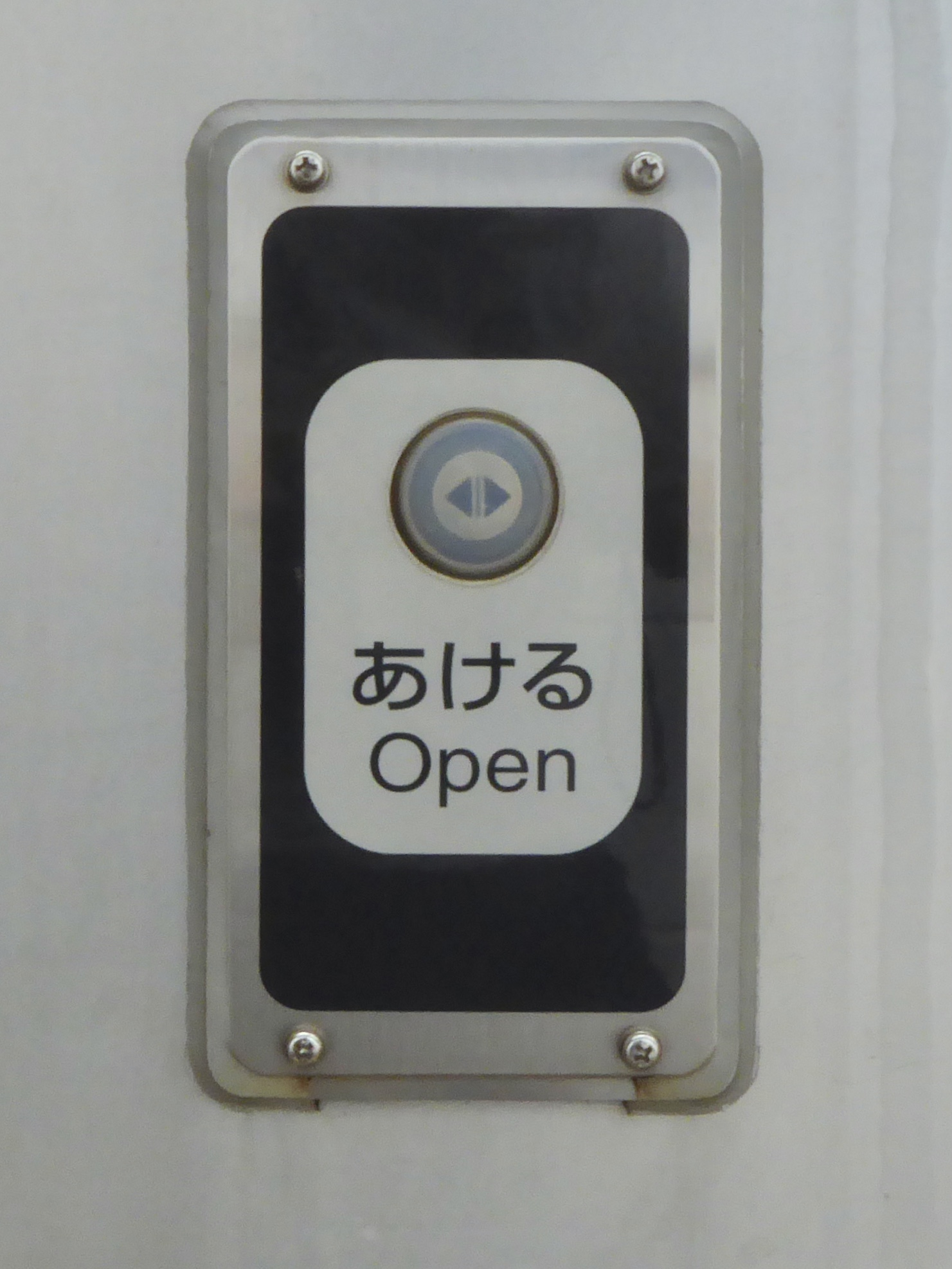
車外側ドアボタン
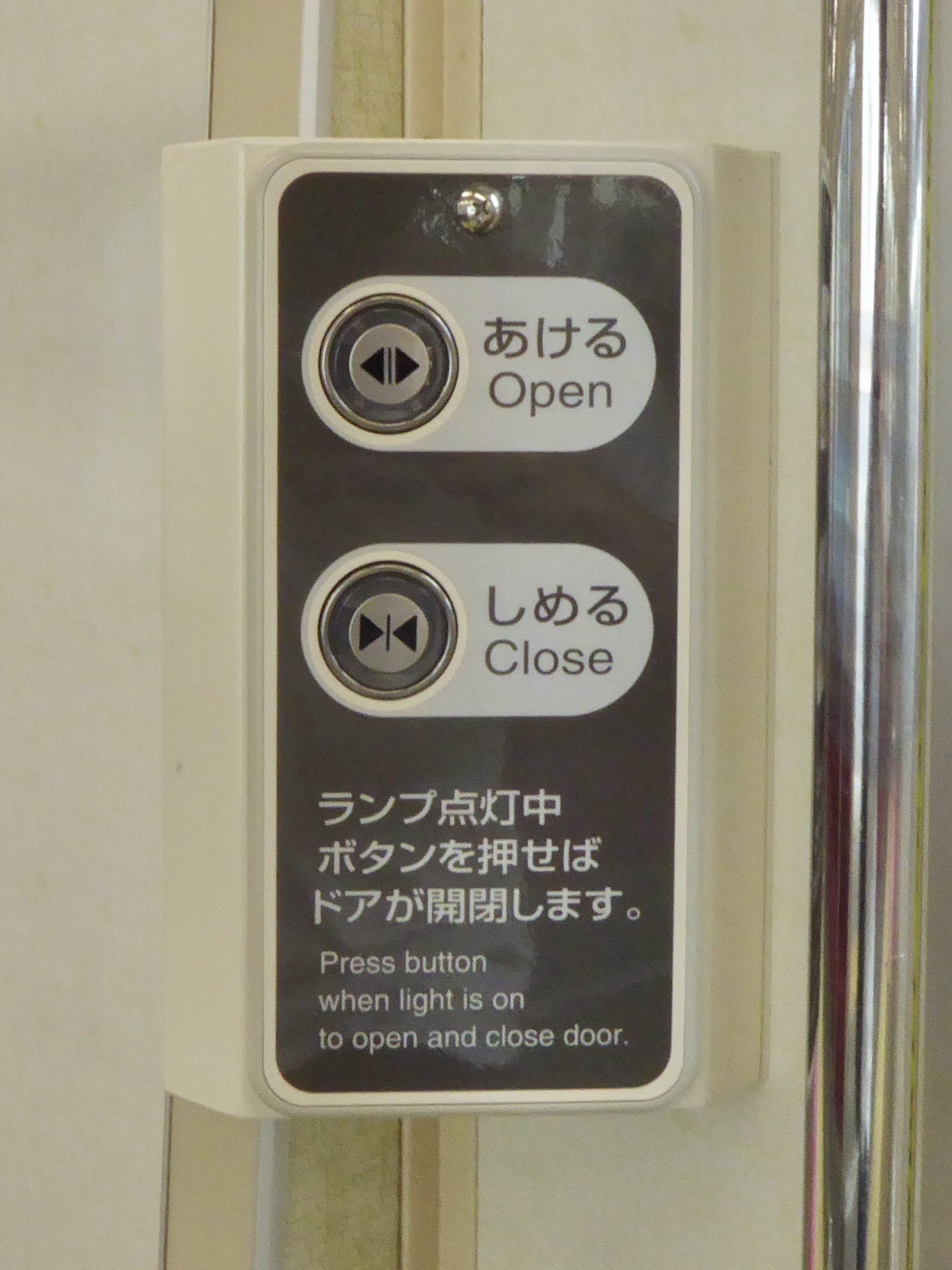
車内側ドアボタン

### 走行機器
03系時代の走行機器が基本的にそのまま使用されるが、長野電鉄の路線規格に合わせて最高速度が110 km/hから90 km/hに引き下げられている。
当初落成時の電動車の制御装置には高周波分巻チョッパ制御が採用されていたが、2012年から2013年にかけてIGBT素子VVVFインバータ制御に更新されており、これがそのまま使用されている。長野電鉄でVVVFインバータ制御の車両が導入されるのは初めて。
組成される3両には元々補助電源装置がなかったため、03-300形および03-700形の補助電源装置を移設、また空気圧縮機 (CP) は新製され、どちらもCT1車への搭載とした。
運転機器は03系時代のものを踏襲しているが、車両制御情報管理装置 (TIS) を撤去しているほか、抑速ブレーキの追加とワンマン運転への対応の改造（ドアを開けるために運転士が車掌スイッチに差し込む「忍び錠」を使った乗降ドアの操作を行うための改造など）を実施している。
8号車（03-100形）・7号車（03-200形）・1号車（03-800形）を流用したものとなっている。2M1T編成とするため、03-800形を電装化している。

## 形式
クハ3050形
湯田中寄りの制御車。種車は03-100形。空気圧縮機と補助電源装置を搭載する。
モハ3000形
中間電動車。種車は03-200形。主制御器とパンタグラフを搭載する。
デハ3010形
長野寄りの制御電動車。種車は03-800形。

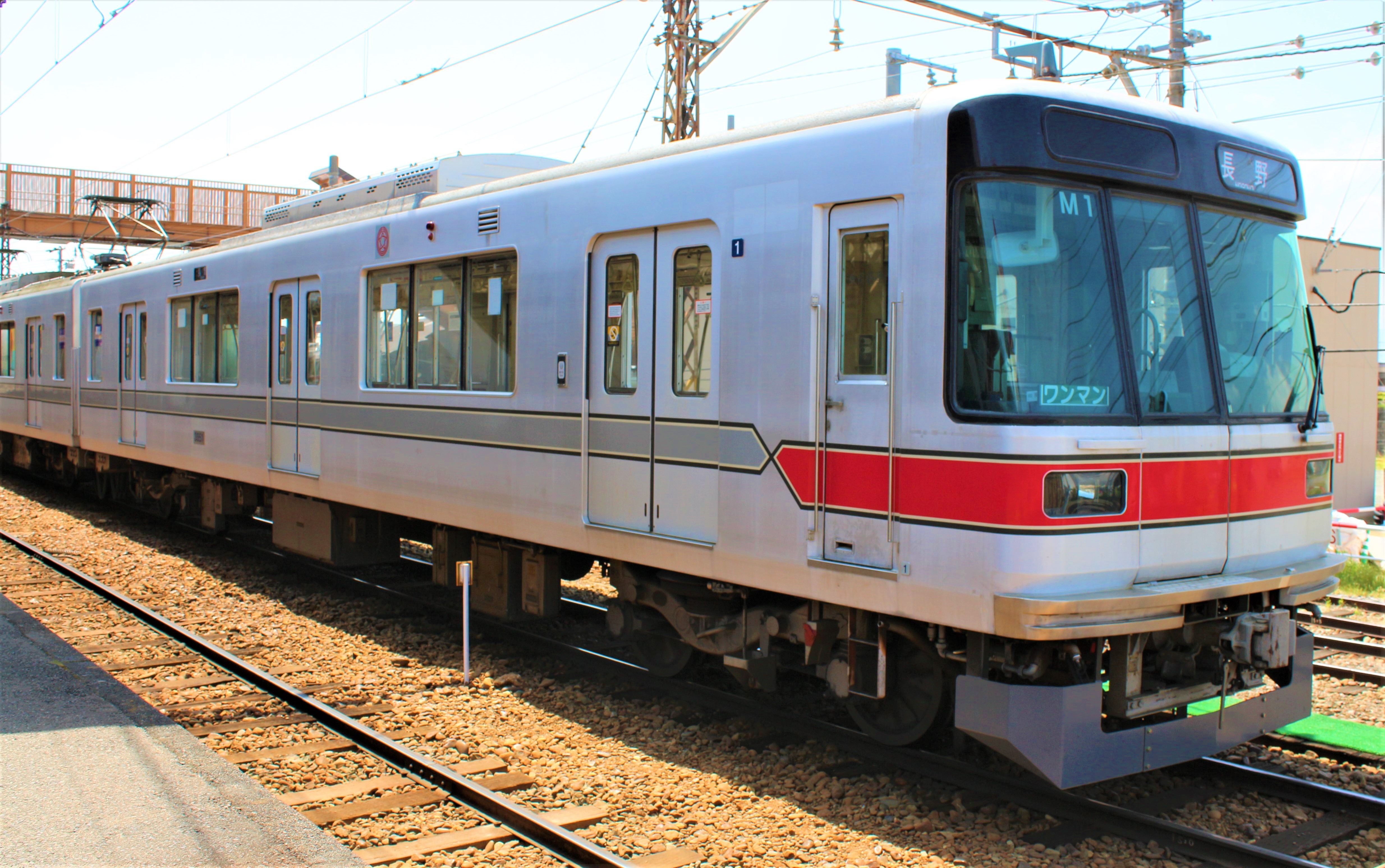
クハ3050
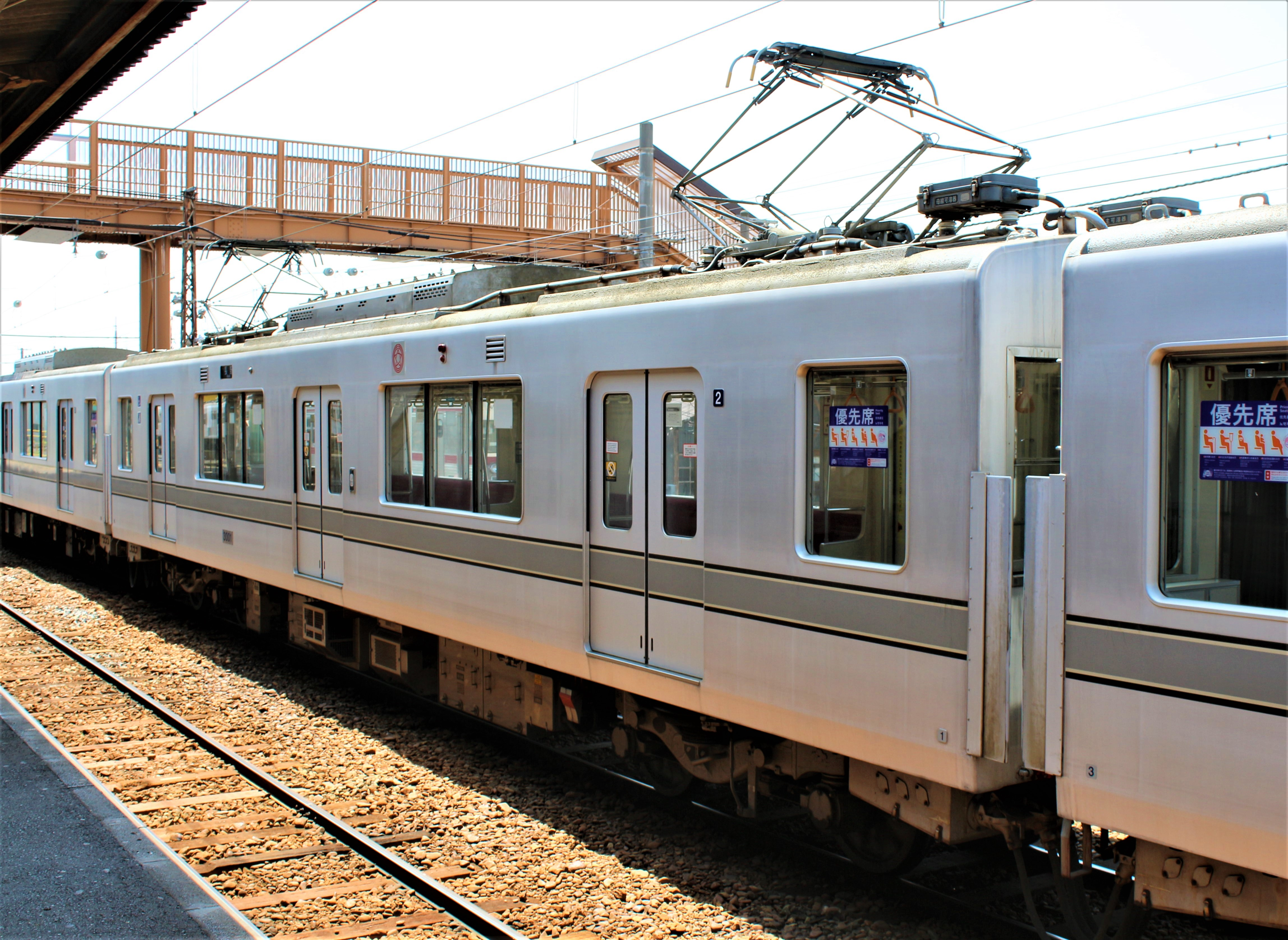
モハ3000
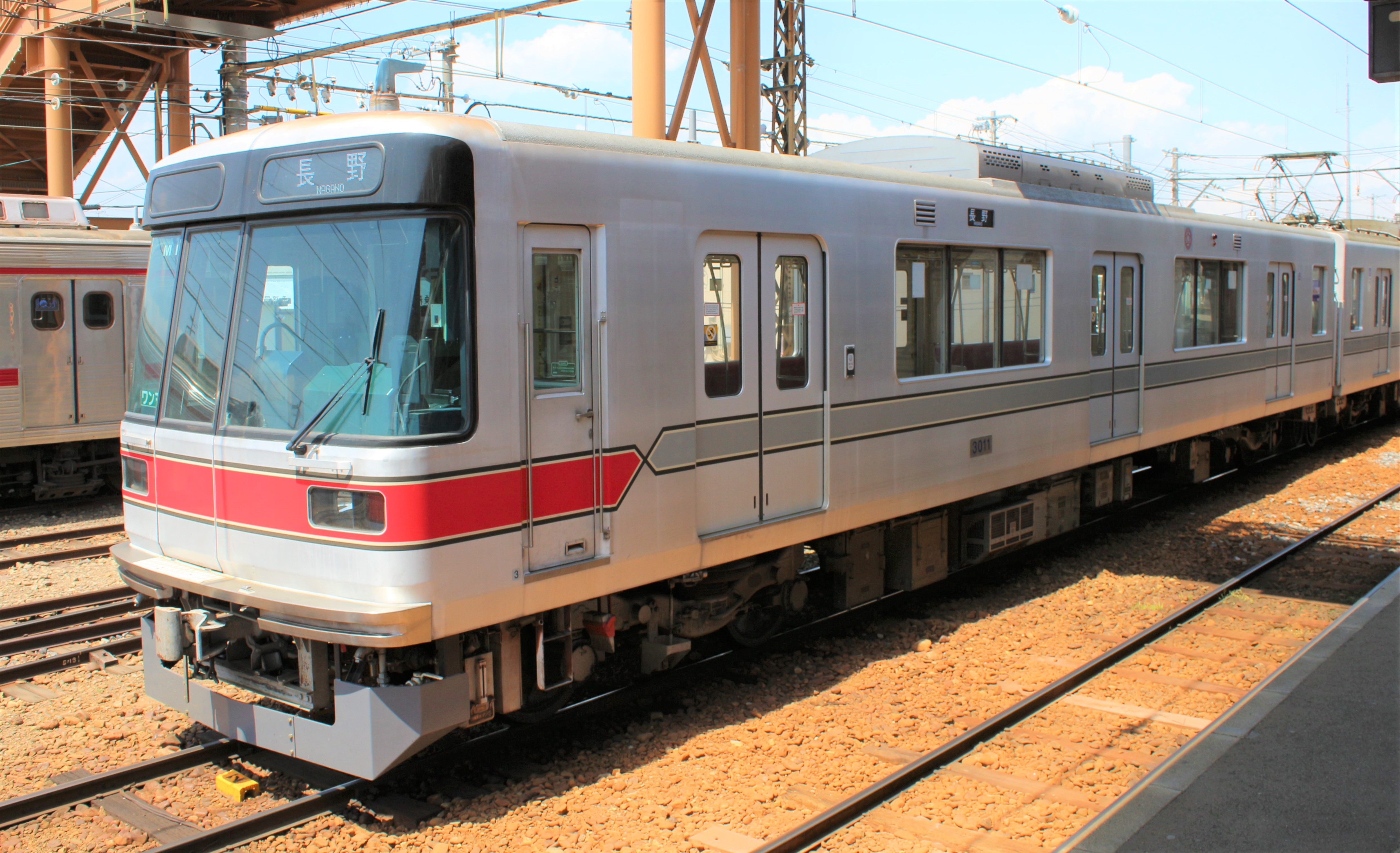
デハ3010

## 編成表
| 形式 | 形式 | ← 湯田中長野 →      | ← 湯田中長野 →      | ← 湯田中長野 →      | 営業運転開始日 |
| 形式 | 形式 | クハ3050 (CT1)      | モハ3000 (M1)       | デハ3010 (CM2)      | 営業運転開始日 |
| 機器 | 機器 | SIV,CP              | ◇ VVVF              |                     |                |
| 編成 | M1   | クハ3051 （03-104） | モハ3001 （03-204） | デハ3011 （03-804） | 2020年5月30日  |
| 編成 | M2   | クハ3052 (03-105)   | モハ3002 (03-205)   | デハ3012 (03-805)   | 2021年3月27日  |
| 編成 | M3   | クハ3053 （03-106） | モハ3003 （03-206） | デハ3013 （03-806） | 2022年3月24日  |
| 編成 | M4   | クハ3054 （03-107） | モハ3004 （03-207） | デハ3014 （03-807） | 2022年3月24日  |
| 編成 | M5   | クハ3055 （03-108） | モハ3005 （03-208） | デハ3015 （03-808） | 2020年6月22日  |

- VVVF：VVVFインバータ装置
- SIV：補助電源装置（静止型インバータ）
- CP：空気圧縮機
- ◇：菱形パンタグラフを2基搭載
- （ ）内は東京メトロ時代の車両番号。

## 沿革
- 2020年（令和2年）
  - 1月31日 - 長野電鉄が3000系の導入を発表。当初はゴールデンウィーク中の運行開始を目指していた[2]。
  - 4月14日 - 新型コロナウイルスの感染拡大により、運行開始を当面の間延期[4]。
  - 5月30日 - 長野電鉄が創立100周年を迎えたのに合わせ、M1編成が須坂駅 - 長野駅間で定期列車1往復に充当。一番列車では運転士への花束贈呈も行われた。ただしこの運行は一切予告がなく、この日以降も未だ運行開始の予定は無いとされた[5]。
  - 6月22日 - M1編成・M5編成が通常の運行を開始[6]。
- 2021年（令和3年）3月27日 - M2編成が運行を開始[7][8]。
- 2022年（令和4年）3月24日 - M3編成・M4編成が運行を開始。当初予定の5編成の増備が完了した[9]。
  - なお、信濃毎日新聞による報道では、長野電鉄保有の45両について2028年度までに、本形式など省エネルギー車両の割合を73%に引き上げることを目標[10]としているが、これに伴い本形式が追加導入されるか別形式を導入するかについては発表されていない。なお、2021年に行われた信濃毎日新聞の取材に対し長野電鉄は、「製造後20年程度で全長18 m級、車体幅2,800 mm、2 - 3両編成への短編成化改造が容易」な車両を希望しているとしている[11]。